# 龙达峡谷

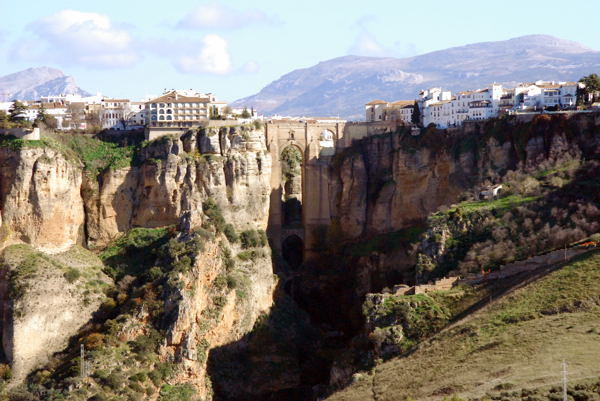

隆达峡谷（西班牙語：Tajo de Ronda）是西班牙马拉加省隆达市所在的一个隘道。2019年公布为安达卢西亚自然纪念碑。
峡谷的面积约为 47.5 公顷，是由瓜达莱温河冲刷切割而成，长500米，深100米，宽50米，形成巨大的悬崖。悬崖的边缘覆盖稀疏的灌木丛，栖息于此的动物种群，有鸦科、雨燕和鸽子，以及红隼和游隼等猛禽。
有三座桥梁跨越龙达峡谷：罗马桥（Puente Romano）、老桥（Puente Viejo）和新桥（Puente Nuevo），后者是其中最大的一座桥梁。